# ネイバーズ2
『ネイバーズ2』（原題: Neighbors 2: Sorority Rising、別題: Bad Neighbors 2）は、2016年にアメリカ合衆国で製作されたコメディ映画。ニコラス・ストーラー（英語版）が監督を務め、セス・ローゲンが製作・主演を務めた。共演はザック・エフロン。
2014年の映画『ネイバーズ』の続編である。
2016年4月26日にベルリンで初演され、2016年5月20日に米国で公開され、世界中で1億800万ドルの収益を上げた。

## ストーリー
マック（セス・ローゲン）とケリー（ローズ・バーン）は男子学生テディ（ザック・エフロン）との隣人トラブルも無事解決し、平穏な生活をおくっていた。
そんなある日、空き家だった 隣家にイケイケ女子大生シェルビー（クロエ・グレース・モレッツ）が引っ越してくる。
シェ ルビーは、大勢の学生を呼んで毎晩パーティ三昧。
そして自宅の周りでビキニ姿の女子大生軍 団が日光浴を始める始末。
マックは以前の天敵テディを味方につけ、女子大生シェルビーたちとの仁義なき隣人戦争に挑む。

## キャスト
| 役名                     | 俳優                                    | 日本語吹替                          |
| ------------------------ | --------------------------------------- | ----------------------------------- |
| マック・ラドナー         | セス・ローゲン                          | 遠藤純一                            |
| テディ・サンダース       | ザック・エフロン                        | 森田成一                            |
| シェルビー               | クロエ・グレース・モレッツ              | 沢城みゆき                          |
| ケリー・ラドナー         | ローズ・バーン                          | 岡寛恵                              |
| ピート・レガゾリー       | デイヴ・フランコ                        | 佐藤拓也                            |
| ジミー                   | アイク・バリンホルツ                    | 斉藤次郎                            |
| ガーフ                   | ジェロッド・カーマイケル                | 遠藤航                              |
| ポーラ                   | カーラ・ギャロ                          | 魏涼子                              |
| ベス                     | キアシー・クレモンズ                    | 藤田奈央                            |
| ノーラ                   | ビーニー・フェルドスタイン              | 品田美穂                            |
| ワトキンス               | ハンニバル・バーエス                    |                                     |
| スクーニー               | クリストファー・ミンツ＝プラッセ        | 勝杏里                              |
| ステラ                   | イリース・ヴァーガス ゾーイ・ヴァーガス |                                     |
| マディソン               | セレーナ・ゴメス                        | 小林沙苗                            |
| キャロル・グラッドストン | リサ・クドロー                          |                                     |
| ダレン                   | ジョン・アーリー                        |                                     |
| ロデク                   | ジョン・アーリー                        | 魚建                                |
| ビル                     | ブライアン・ハスキー                    |                                     |
| マランダ                 | クララ・マメット                        |                                     |
| クリスティーン           | オークワフィナ                          |                                     |
| ウェンディ               | リズ・カッコウスキー                    |                                     |
| オリヴァー               | ビリー・アイクナー                      |                                     |
| ジェシカ                 | アビ・ジェイコブソン                    |                                     |
| エリック                 | サム・リチャードソン                    | 斎藤寛仁                            |
| その他                   | N/A                                     | 入江純 柳田淳一 東内マリ子 藤野泰子 |
| 日本語版制作スタッフ     |                                         |                                     |
| 演出                     | 演出                                    | 宇出喜美                            |
| 翻訳                     | 翻訳                                    | 種市譲二（字幕） 大森久美子（吹替） |
| 制作                     | 制作                                    | ニュージャパンフィルム              |